# Старий Бостув
Старий Бостув (пол. Stary Bostów) — село в Польщі, у гміні Павлув Стараховицького повіту Свентокшиського воєводства.
Населення — 404 особи (2011).
У 1975-1998 роках село належало до Келецького воєводства.

## Демографія
Демографічна структура на день 31 березня 2011 року:
|          | Загалом | Допрацездатний вік | Працездатний вік | Постпрацездатний вік |
| -------- | ------- | ------------------ | ---------------- | -------------------- |
| Чоловіки | 207     | 50                 | 134              | 23                   |
| Жінки    | 197     | 41                 | 113              | 43                   |
| Разом    | 404     | 91                 | 247              | 66                   |